# ماتیو مایکل کارنهان
ماتیو مایکل کارنهان (انگلیسی: Matthew Michael Carnahan؛ زادهٔ ) یک فیلم‌نامه‌نویس، و کارگردان اهل ایالات متحده آمریکا است.

## فیلم شناسی
- موصل (۲۰۱۹) (نویسنده و کارگردان)
- ۲۱ پل (۲۰۱۹) (نویسنده)
- دیپ‌واتر هورایزن (۲۰۱۶) (نویسنده)
- جنگ جهانی زد (۲۰۱۳) (نویسنده)
- پادشاهی (۲۰۰۷) (نویسنده)
- شیرها برای بره ها (۲۰۰۷) (نویسنده و تهیه کننده)
- وضعیت بازی (۲۰۰۹) (نویسنده)